# Oriol Junqueras
Oriol Junqueras Vies (Barcelona, 11 de abril de 1969) es un político español de ideología independentista catalana, presidente de Esquerra Republicana de Catalunya (ERC), cargo que ejerce desde diciembre de 2024. Anteriormente lo hizo desde 2011 hasta junio de 2024. Ocupó diversos cargos en la política local y autonómica catalana desde 2009 hasta su ingreso en prisión provisional en noviembre de 2017, acusado de rebelión, malversación y sedición. En octubre de 2019 el Tribunal Supremo lo condenó a trece años de prisión por delitos de sedición y malversación de caudales públicos condena de la que fue indultado por el Gobierno de España el 22 de junio de 2021, después de haber pasado casi cuatro años en la cárcel. Salió de prisión al día siguiente.

## Biografía

### Actividad académica
Inició sus estudios en la Universidad de Barcelona pero luego los continuó en la Universidad Autónoma de Barcelona. Se doctoró en 2002 con una tesis titulada Economía y pensamiento económico en la Cataluña de la Alta Edad Moderna (1520-1630) donde analizaba el nacimiento del pensamiento económico moderno en Cataluña, estableciendo paralelismos con los pensamientos inglés y castellano de las primeras décadas del siglo XVII.
Es autor, además, de diversos libros, entre los que destacan Els catalans i Cuba, La batalla de l'Ebre, Manel Girona, el Banc de Barcelona i el Canal d'Urgell, Guerres dels catalans o Centres i perifèries: Catalunya, Espanya, Cuba. Ha trabajado como profesor adjunto en el departamento de Historia Moderna y Contemporánea de la Universidad Autónoma de Barcelona y durante un tiempo investigó en los archivos secretos del Vaticano.

### Medios de comunicación
Ha colaborado en programas como En Guàrdia y El nas de Cleòpatra, de Catalunya Ràdio, en Minoría absoluta y El Món, de RAC 1 y en El favorit de TV3. También ha trabajado como guionista y asesor en series documentales de televisión, como Els Maquis, La guerra silenciada o Conviure amb el risc. El 22 de septiembre de 2011 hizo una aparición en Polònia, serie de humor político de TV3. Desde el 16 de abril de 2008, justo un año después de que se estrenara en la red el diario digital Directe!cat, tomó el relevo de Joan Camp en la dirección de dicho medio electrónico.

### Trayectoria política
Es uno de los promotores de la plataforma cívica de apoyo al independentismo, Sobirania i Progrés. También fue concejal independiente, elegido en las listas de Esquerra Republicana de Catalunya (ERC) del ayuntamiento barcelonés de San Vicente dels Horts.

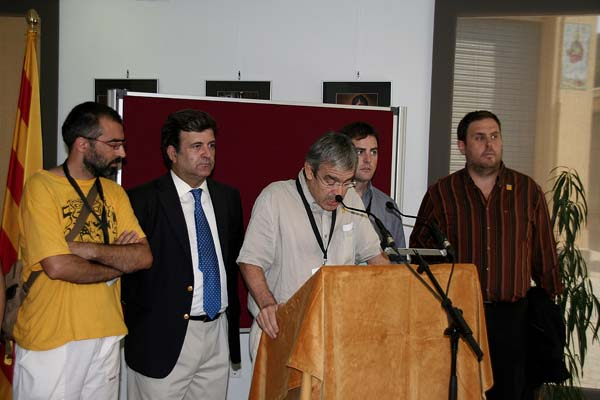
Junqueras, en compañía de Alfons López Tena y Jordi Bilbeny, durante el recuento de los resultados de la consulta soberanista de septiembre de 2009 en Arenys de Munt.

En junio de 2011 fue investido alcalde de dicho municipio, gracias a una coalición integrada por Junts per Sant Vicenç-ERC-AM, ICV-EUiA y CiU, que desbancó a la lista más votada, la del PSC. Se ha pronunciado públicamente en contra del estatuto de autonomía de Cataluña de 2006 y de la Constitución Europea. También afirmó en el juicio del Procés ser federalista por lo que respecta a Europa.
El 26 de enero de 2009, la ejecutiva de ERC ratificó su candidatura como cabeza de lista del partido para las elecciones europeas del mismo año y resultó finalmente electo, al frente de la candidatura Europa de los Pueblos - Verdes. Renunció en enero de 2012 para ceder el escaño a Ana Miranda, representante del Bloque Nacionalista Galego. El 17 de septiembre de 2011 fue elegido presidente de ERC, en sustitución de Joan Puigcercós, tras malos resultados en las elecciones al Parlamento de Cataluña de 2010 donde el partido obtuvo 10 diputados.

#### Presidencia de ERC
Como presidente de ERC ha defendido que el castellano sea también lengua oficial en una eventual república catalana.

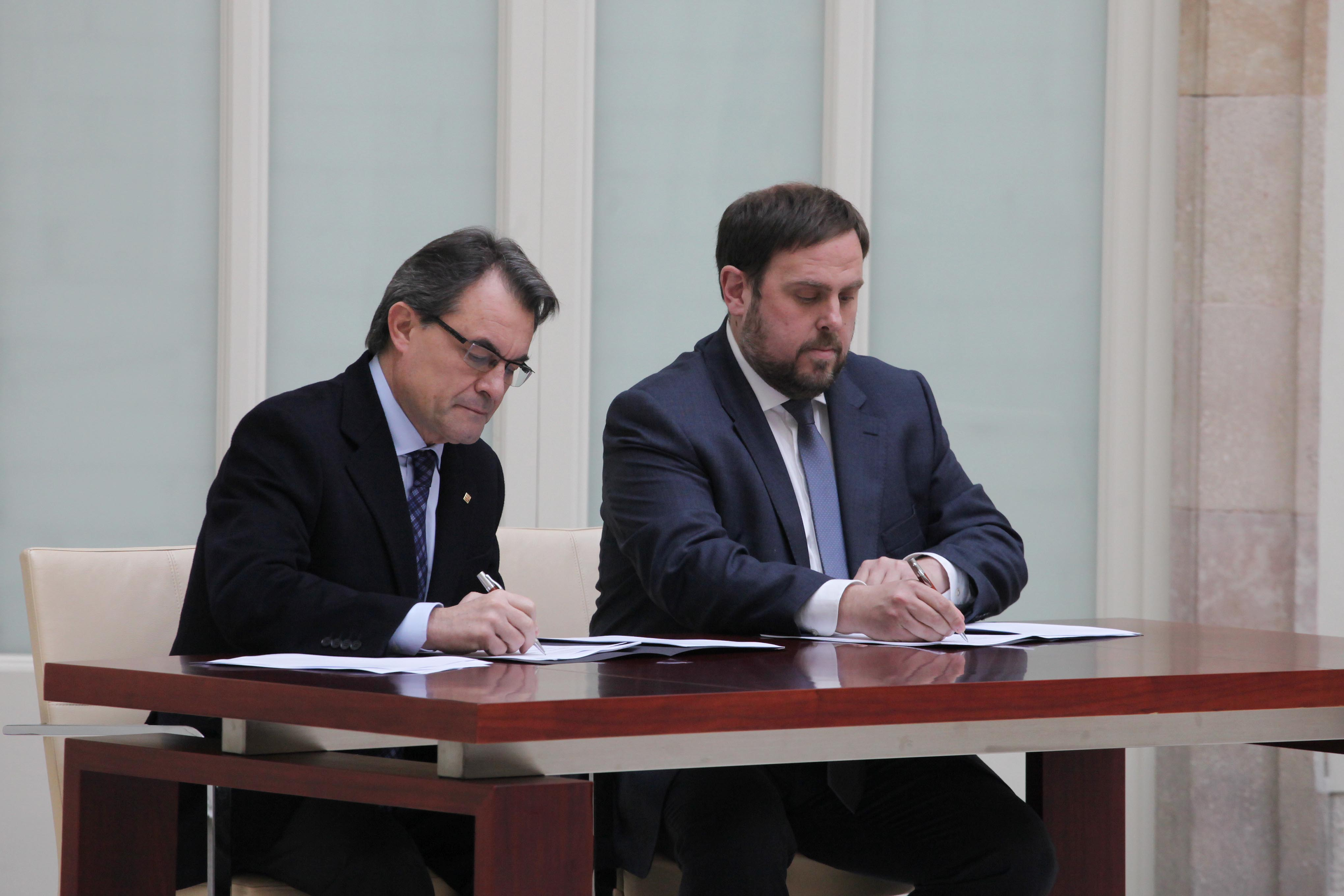
Suscribiendo con Artur Mas el acuerdo de gobierno de diciembre de 2012.

Fue cabeza de lista de ERC-Catalunya Sí en las elecciones al Parlamento de Cataluña de 2012, donde consiguió ser la segunda fuerza más votada con el 13,68 % de los votos. Renovó su escaño en las elecciones al Parlamento de Cataluña de 2015, esta vez formando parte de la candidatura de Junts pel Sí.
A raíz de las elecciones municipales de 2015, la lista encabezada por Junqueras consiguió 3 concejales más respecto a las elecciones anteriores, convirtiéndose así ERC en el grupo municipal con mayor representación en el pleno del consistorio. Fue vuelto a ser investido alcalde, cargo que mantendría hasta el 23 de diciembre del mismo año, cuando renunció para "centrarse exclusivamente en el proceso de autodeterminación", según informó a los medios.

#### Vicepresidencia de la Generalidad

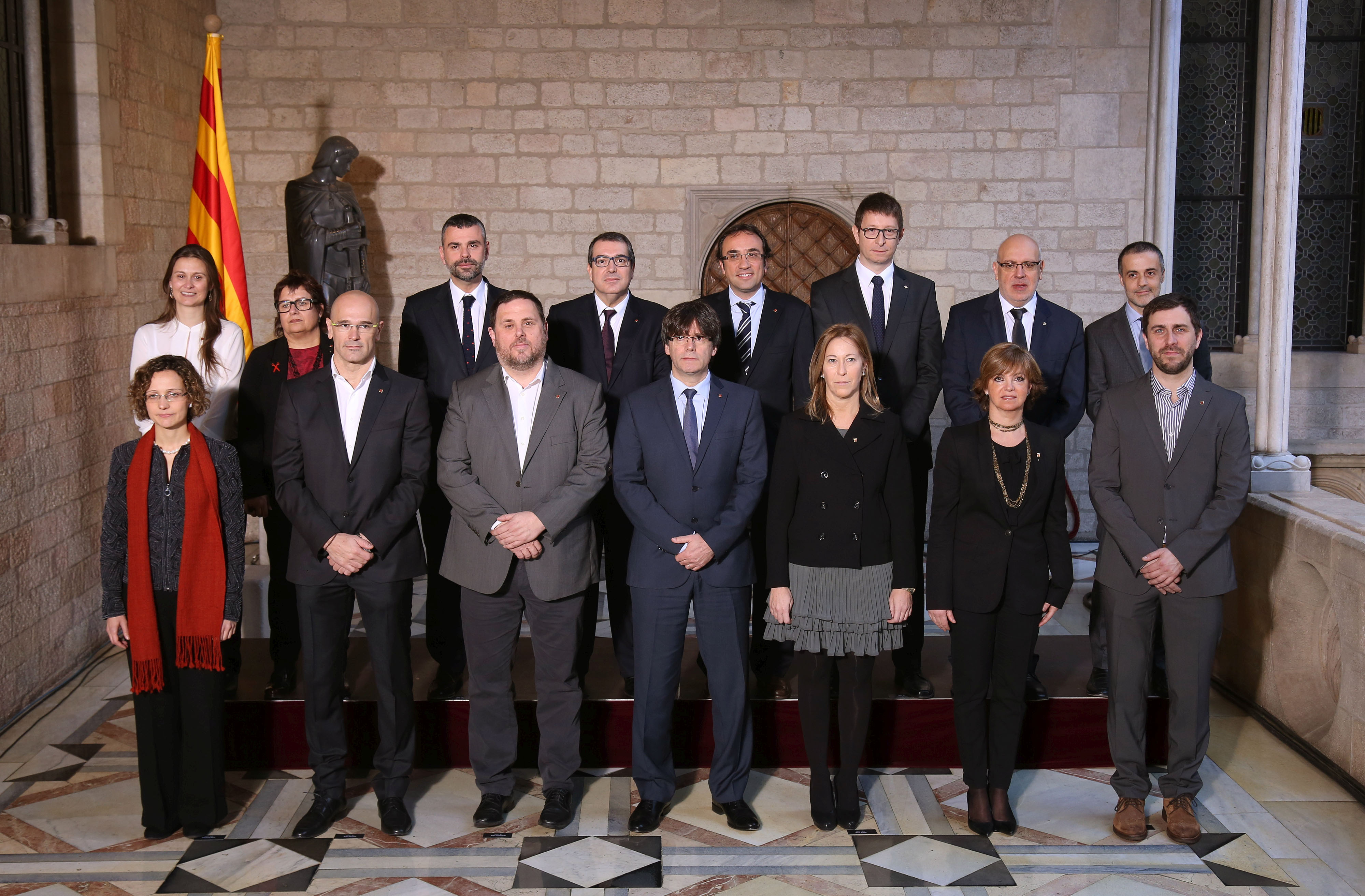
En enero de 2016, durante la inauguración del gobierno de Carles Puigdemont en compañía de este y del resto de consejeros.

El 13 de enero de 2016 fue nombrado vicepresidente del Gobierno y titular del Departamento de Economía y Hacienda de la Generalidad de Cataluña por el entonces presidente de la Generalidad, Carles Puigdemont. El 14 de enero tomó posesión de los cargos.
El 7 de septiembre de 2017 el Tribunal Superior de Justicia de Cataluña le abrió una investigación por los presuntos delitos de prevaricación, desobediencia al Tribunal Constitucional y malversación de caudales públicos, tras firmar el Decreto para convocar un referéndum de autodeterminación que había sido suspendido cautelarmente por el Tribunal Constitucional de España. El 8 de septiembre, la Fiscalía exigía fianza para garantizar los gastos que pueda causar al erario, que entonces cifró en 6,2 millones de euros. Junqueras afirmó que el referéndum del 1-O en Cataluña era una oportunidad para "transformar España".

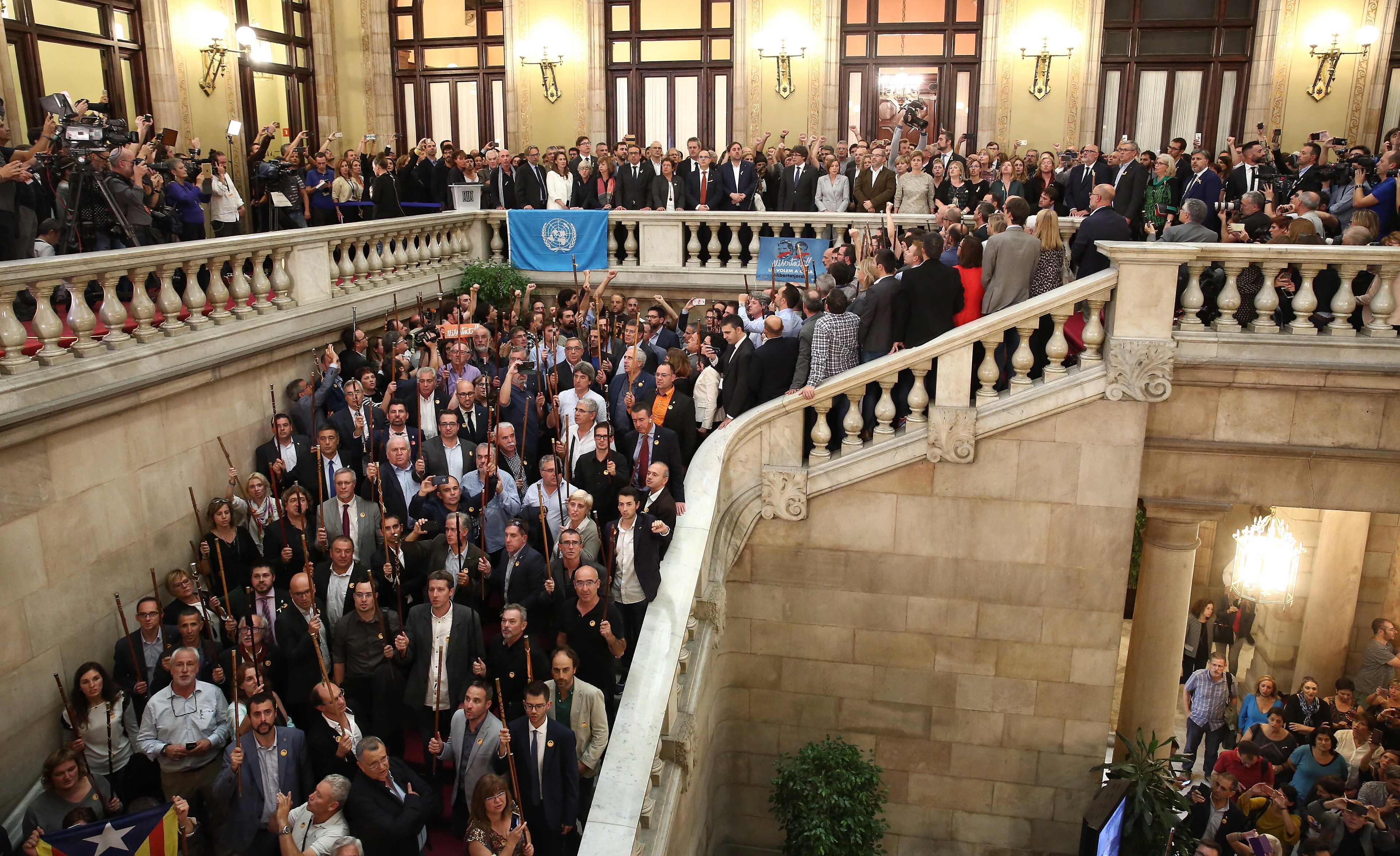
Junto con el resto del gobierno catalán, acompañados con alcaldes independentistas alzando sus varas momentos después de la declaración unilateral de independencia de Cataluña del 27 de octubre de 2017.

El 27 de octubre de 2017, desde la tribuna del Parlamento de Cataluña se procedió a una declaración unilateral de independencia (DUI) de acuerdo con los resultados arrojados por el referéndum de independencia de Cataluña del 1 de octubre.

#### Destitución
Tras la DUI, el Senado aprobó las medidas propuestas por el gobierno al amparo del artículo 155 de la Constitución española, entre ellas la destitución de Carles Puigdemont como presidente de la Generalidad de Cataluña y a todo el Gobierno de Cataluña, incluido Oriol Junqueras (vicepresidente y consejero de Economía y Hacienda). Inmediatamente después fue publicado en el Boletín Oficial del Estado. Fue sustituido en funciones por la vicepresidenta del Gobierno de España Soraya Sáenz de Santamaría.

#### Causa judicial

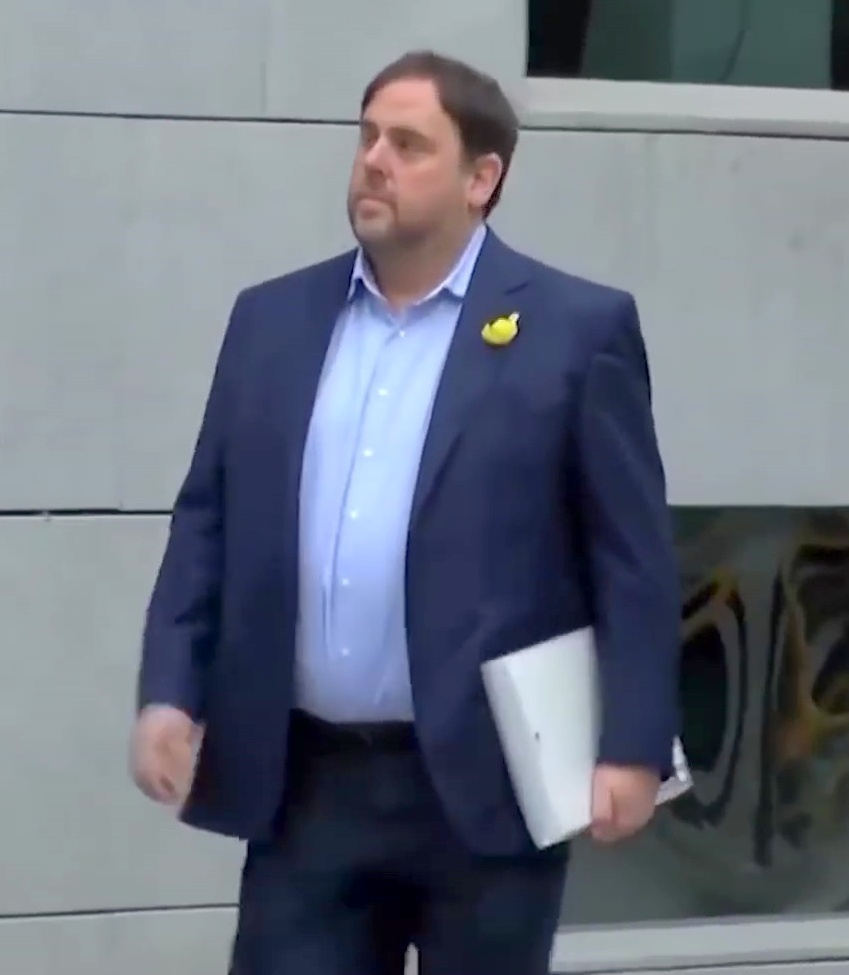
Junqueras acudiendo a declarar a la Audiencia Nacional el 2 de noviembre de 2017

El 2 de noviembre de 2017 ocho miembros del Gobierno catalán, entre ellos el propio Oriol Junqueras, declararon ante la juez de la Audiencia Nacional, Carmen Lamela. El fiscal, Miguel Ángel Carballo solicitó prisión incondicional para todos los miembros del Gobierno catalán. Fue encarcelado en el Centro Penitenciario de Estremera (Madrid) de forma preventiva junto a Joaquim Forn y otros siete exconsejeros de la Generalidad de Cataluña, acusado de sedición, rebelión y malversación de fondos públicos.
En las elecciones al Parlamento de Cataluña de 2017 convocadas por el gobierno de Mariano Rajoy, Junqueras, desde la cárcel, encabezó con Marta Rovira la candidatura de Esquerra Republicana de Catalunya - Cataluña Sí en la circunscripción de Barcelona. Su candidatura obtuvo 32 diputados.
Aunque, en una vista posterior, la mayoría de consejeros salieron de la cárcel tras pagar una fianza, el Tribunal Supremo avaló semanas más tarde la prisión incondicional para Oriol Junqueras y Joaquim Forn, por riesgo de reiteración delictiva. El 5 de enero de 2018 el Tribunal Supremo español reiteró la orden de prisión preventiva alegando que «no existe en la actualidad ningún dato para confirmar que el recurrente tenga la intención de abandonar la vía unilateral seguida hasta ahora para conseguir la independencia unilateral de Cataluña». Su abogado defensor desde entonces es Andreu Van den Eynde. El 12 de enero, el Tribunal Supremo rechazó su demanda de traslado a una cárcel de Cataluña y denegó la autorización para asistir a los plenos del Parlamento de Cataluña, dejando abierta la posibilidad de que la mesa del Parlamento permitiera la delegación de su voto a otro diputado.
El 4 de julio de 2018 fue trasladado al Centro Penitenciario Lledoners, en la provincia de Barcelona. En las semanas posteriores se produjeron diversas concentraciones de apoyo en los alrededores de la prisión, en solidaridad con los reos preventivos. El 1 de febrero de 2019 fue trasladado de nuevo a la prisión "Madrid V en Soto del Real" por la Guardia Civil para hacer frente al juicio que comenzó el 12 de febrero.
El Tribunal Supremo  juzga a 12 líderes catalanes, entre ellos a Oriol Junqueras, por el referéndum y la declaración unilateral de independencia de 2017. El juez Llarena en su auto, acusa a Oriol Junqueras de los delitos de  rebelión y malversación, al haber participado el 28 de septiembre de 2017, en una reunión de coordinación policial, junto con Carles Puigdemont y Joaquim Forn, y a pesar del alto riego de “incidentes violentos”, señalados por el estamento policial, prefirió llamar a la población a participar y diseñar un operativo policial de acuerdo a sus intereses políticos independentistas. La petición de penas en el escenario judicial de investigado, anteriormente denominado imputado, por los delitos de rebelión y malversación, queda de la siguiente forma, la Fiscalía General del Estado solicita la pena de 25 años de prisión y la Abogacía del Estado reduce la petición a 12 años.
El 14 de octubre de 2019, adoptado el fallo de la sala de lo penal del Tribunal Supremo por unanimidad, se condena a Junqueras a 13 años de prisión por un delito de sedición en concurso medial con otro de malversación de caudales públicos, así como inhabilitación especial de 13 años para el ejercicio de cargos públicos electivos y al ejercicio de funciones de gobierno.
El 30 de junio de 2021 el Tribunal de Cuentas reclama a Oriol Junqueras 1 981 453 euros por gastos indebidos de 5,4 millones se dividen entre contratos, viajes y embajadas.

#### Intento de presentarse como candidato después de ingresar en prisión
A principios de marzo de 2019 Junqueras anunció su decisión de presentarse como candidato de Esquerra Republicana de Catalunya-Sobiranistes para ser diputado del Congreso de los Diputados en las elecciones generales de abril. Asimismo, se hizo pública su candidatura al Parlamento Europeo en las elecciones de mayo encabezando la coalición Ahora Repúblicas y con la intención de presentarse a presidir la Comisión Europea por la Alianza Libre Europea (ALE). Tras su condena por el Tribunal Supremo en noviembre de aquel año queda inhabilitado para cargo público, y aunque en enero de 2020 es elegido presidente del subgrupo de ALE en el Parlamento Europeo, en sí mismo integrado dentro del grupo político propiamente dicho de Verdes/ALE, así como vicepresidente primero de este último, el Tribunal de Justicia de la Unión Europea dejó poco después sin efecto todos los cargos políticos que venía ocupando a nivel europeo.

#### Indulto
El 7 de junio de 2021 publica un artículo de opinión en catalán en el diario Ara y en castellano en Lasexta.com con el título "Mirant al futur/Mirando al futuro" en el que avala los indultos que está estudiando el gobierno del socialista Pedro Sánchez («hay gestos que pueden aligerar el conflicto, paliar el dolor de la represión y el sufrimiento de la sociedad catalana, y cualquier gesto en la línea de la desjudialización del conflicto ayuda a poder recorrer este camino») y descarta la vía unilateral para alcanzar la independencia (apuesta por la «vía escocesa» —un referéndum de autodeterminación pactado— «porque sabemos que otras vías no son viables ni deseables»). En el artículo reconoce que la respuesta dada por los independentistas en el otoño de 2017 «no fue entendida como plenamente legítima por una parte importante de la sociedad, también de la catalana. En este sentido, quiero volver a extender la mano a todos aquellos que se hayan podido sentir excluidos, porque nuestro objetivo tiene que ser justamente el de construir un futuro que incluya a todo el mundo». Además reafirma el valor de la «mesa de diálogo y negociación con el Estado», «un éxito en ella misma porque abre un espacio a la potencial resolución del conflicto. El diálogo y la negociación son imprescindibles».
Al día siguiente su artículo fue contestado duramente por el secretario general de Junts Jordi Sánchez, también encarcelado, con otro artículo publicado en Ara titulado "El 1 de octubre no fue un error". En el artículo Sánchez le decía: «No creo que el 1 de Octubre fuera un error... y menos todavía un acto ilegítimo». También le decía que «no podemos quedar atrapados en el imaginario que solo cuando el 100% de la población encuentre legítimo el ejercicio de la autodeterminación este se podrá dar». «En todo caso, la apuesta por la negociación y el acuerdo no tiene por qué comportar la renuncia a otras vías democráticas y pacíficas», concluía Sánchez. Y advertía: «si el diálogo llega a ser estéril» para conseguir la amnistía y la autodeterminación, objetivos del pacto de gobierno entre Esquerra y Junts, entonces habrá que preparar «un nuevo embate democrático». Finalmente se refería a los indultos: «La decisión de conceder el indulto le corresponde en exclusiva al gobierno español. Si llega será una decisión unilateral, como unilaterales fueron los tribunales y la Fiscalía que decretaron las órdenes de encarcelamiento que pronto cumplirán 4 años».
Tras pasar más de tres años y medio en prisión fue indultado el 22 de junio de 2021 por el Gobierno de coalición PSOE-Unidas Podemos presidido por Pedro Sánchez. Salió de la cárcel de Lledoners al día siguiente. Nada más recobrar la libertad declaró: «Somos nueve personas más las que nos sumamos para continuar el trabajo por la libertad de todas las personas de este país, que seguimos trabajando para la amnistía de los 3000 represaliados y las personas que están amenazadas por los procesos judiciales habidos y por haber».

### Vida personal
Está casado desde 2013 con Neus Bramona, con quien tiene dos hijos (niño y niña). Ha declarado públicamente ser de confesión católica practicante. A nivel cívico, ha sido socio del Centro Excursionista de Sant Vicenç dels Horts, del Orfeó Vicentí y miembro del consejo directivo de la Institución Cultural de la Franja de Ponent.

## Obras
- Els catalans i Cuba. Edicions Proa S.A. 1998. ISBN 9788482563985.
- Manel Girona, el Banc de Barcelona i el canal d'Urgell: pagesos i burgesos en l'articulació del territori. Pages. 2003. ISBN 84-9779-063-4.
- Camí de Sicília: l'expansió mediterrània de Catalunya. Cossetània. 2008. ISBN 9788497913539.
- Madrid, Dani; Martínez Tabarner, Guillermo; Pitarch, Pau, eds. (2012). Historia de Japón: economía, política y sociedad. Ed. Humanidades. ISBN 9788490290293.
- Molinero, Justo, ed. (2015). Sublevados. Now Books. ISBN 9788494240546.
- Contes des de la presó (Cuentos desde la cárcel). Ara Llibre. 2020. ISBN 978-84-16915-71-2.